# 平公 (晋)
平公（へいこう、? - 紀元前532年）は、中国春秋時代の晋の君主（在位：紀元前557年 - 紀元前532年）。姓は姫。諱は彪。幼くして君主となったが、羊舌肸（叔向）などの賢臣の補佐を得て晋の覇権を維持し、大過なくこの世を去った。
晋の悼公の子として生まれた。紀元前558年11月、悼公が死去すると、平公が後を嗣いで晋公として即位した。紀元前557年、荀偃（中行偃）を将として晋軍を楚に侵攻させ、湛阪の戦いで勝利した。
紀元前555年、平公は斉と争い霊公を破って臨淄まで攻め込んだ。翌紀元前554年、帰国の途上で正卿の荀偃が死去した。
欒盈（欒懐子）を追放して六卿の力を弱めようとしたが、欒盈はのちに亡命先から帰国して叛乱を起こした。欒盈の軍は瞬く間に首都・絳に侵入し、平公は自殺しようとしたが士鞅（范献子）にとめられた。のちに叛乱軍は正卿の士匄（范宣子、士鞅の父）によって鎮圧され、欒氏の宗族は滅ぼされた。
紀元前548年、士匄の死後、趙武が正卿になった。趙武は賢臣・羊舌肸の献言をよく聞き入れ、徳義をもって国を治めたので晋は栄えた。次の正卿の韓起の代になってもそれは同じであった。
紀元前546年、宋において「弭兵の会」を主催し、初めて南方の大国・楚との和議がなったあと、紀元前544年、呉から聖人として名高い季札が晋にやってきた。季札は「晋の政権はこの三家（趙・魏・韓）に帰するでしょう」と予言した。
羊舌肸が秦の使者の接待役を命じる際に、子朱と争った。平公はこれを聞いて「晋は盛んになるだろうか。臣下の争うところは重大である」と（それだけ国事に真剣になってくれているのだ、と判断して）言うと、側に控えていた師曠は「公室はおそらく衰微するでしょう。臣下が徳ではなく力で競争しています」と言った。
紀元前532年7月戊子、平公は死去し、子の昭公が後を嗣いだ。